# William E. Miller

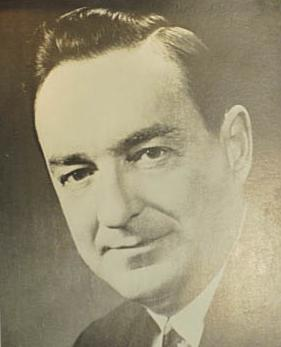
William E. Miller

William Edward Miller (* 22. März 1914 in Lockport, Niagara County, New York; † 24. Juni 1983 in Buffalo, New York) war ein US-amerikanischer Politiker. Er war der republikanische Kandidat für die Vizepräsidentschaft an der Seite von Barry Goldwater bei der Präsidentschaftswahl 1964.

## Leben
Nach dem Schulbesuch studierte Miller an der University of Notre Dame in South Bend, wo er 1935 graduierte, und der Law School der Union University in Albany, an der er 1938 seinen Abschluss machte. Im selben Jahr wurde er in die Anwaltskammer aufgenommen und begann in Lockport zu praktizieren.
1942 trat Miller der US Army bei, für deren Nachrichtendienst er während des Zweiten Weltkriegs arbeitete. Von Mai bis August 1945 war er dem Dezernat für Kriegsverbrecher in Washington, D.C. zugeteilt, ehe er bis zum folgenden März im Stab der Anklage beim Nürnberger Prozess gegen die Hauptkriegsverbrecher tätig war.

## Öffentliche Ämter
Nach seiner Rückkehr in die USA bekleidete Miller zunächst das Amt des stellvertretenden Distriktstaatsanwalts im Niagara County; am 1. Januar 1948 berief ihn Gouverneur Thomas E. Dewey zum Distriktstaatsanwalt.
Seine politische Laufbahn begann 1950 mit der Wahl ins US-Repräsentantenhaus, dem er nach mehrfacher Wiederwahl vom 3. Januar 1951 bis zum 3. Januar 1965 als Vertreter des 40. Wahldistrikts von New York angehörte. Von 1961 bis 1964 war er Vorsitzender des Republican National Committee.
Nachdem Barry Goldwater, Vertreter des konservativen Parteiflügels der Republikaner, bei der Republican National Convention im Juli 1964 in San Francisco zum Herausforderer von US-Präsident Lyndon B. Johnson gewählt worden war, holte er den auf nationaler Ebene vergleichsweise unbekannten William Miller als Running mate an seine Seite. Goldwater erklärte sein Votum für den RNC-Vorsitzenden mit den Worten: „One reason I chose Miller is that he drives Johnson nuts.“ („Ein Grund dafür, dass ich Miller gewählt habe, ist, dass er Johnson in den Wahnsinn treibt.“)
Bei der Wahl am 3. November 1964 erhielten Goldwater und Miller lediglich 38,5 Prozent der Wählerstimmen und erzielten damit eines der schlechtesten Ergebnisse der amerikanischen Geschichte. Miller schied im folgenden Januar aus dem Kongress aus, beendete seine politische Laufbahn und arbeitete wieder als Jurist in Lockport.

## Persönliches
Miller war katholischen Glaubens und der erste Katholik, der von der Republikanischen Partei als Kandidat für ein nationales Regierungsamt nominiert wurde. Sein Sohn William Miller junior wollte seinem Vater nachfolgen, bewarb sich aber 1992 und 1994 jeweils erfolglos um einen Sitz im US-Repräsentantenhaus für den 29. Distrikt des Staates New York. Millers jüngste von drei Töchtern, Stephanie, war in den 1980er-Jahren eine erfolgreiche Stand-up-Komödiantin und übernahm später die Moderation einer landesweit ausgestrahlten Radio-Talkshow.
William E. Miller verstarb 1983 und wurde auf dem Nationalfriedhof Arlington beigesetzt.